# Repertorio de canciones
Un repertorio de canciones, repertorio musical o set de canciones (setlist en inglés) es un listado para una presentación, que enumera el orden de canciones, chistes, historias u otros elementos de interpretación que un artista intenta reproducir, o tiene planeado, durante un concierto específico.
Los artistas usan repertorios de canciones por una variedad de razones más allá de ser solo un recordatorio del orden en que se tocará su material durante una presentación. Se usan con mayor frecuencia para ayudar al cantante o la banda a crear el ambiente general de un concierto en vivo al permitirles crear una sensación memorable de extensión y variedad en el tono, el tempo y la dinámica dentro de su interpretación, que a menudo es un factor al crear grandes espectáculos.
También se utilizan para crear repertorios para una audiencia o la ubicación donde será el recital, una idea cada vez más popular que se ve favorecida por el uso de las tecnologías actuales, como el uso de encuestas instantáneas en las redes sociales y sitios web, donde los fanáticos pueden elegir el material que se tocará.
Muchos artistas también elaboran sus repertorios de manera que resaltan otros elementos de sus espectáculos escénicos, como el ambiente visual del escenario, la coreografía o un orden que define cosas como diferentes álbumes o épocas de su carrera.
Coleccionar repertorios de canciones se ha vuelto casi tan popular para los fanáticos de la música como coleccionar boletos y carteles de espectáculos, con el repertorio físico real convirtiéndose en un recuerdo atesorado y excepcionalmente raro para los asistentes al concierto y los fanáticos de la música, en general.
En algunos casos, es tan grande la necesidad de que un fanático obtenga un repertorio de canciones que no siempre esperan a que termine un programa antes de intentar conseguir un repertorio.

## Listado de títulos (Tracklist)
Lista de títulos es una alternativa válida en español al término inglés tracklist, que alude al conjunto de los nombres de las canciones (pistas) que componen un álbum musical.